# Medmänsklighet
Medmänsklighet (latin: humanitas), att känna medkänsla med andra människor, ofta syftandes på medmänniskor i mindre privilegierade situationer än en själv. Dygd inom religion.
Besläktat med altruism i modern filosofi.

## Hjälpsamhet
Hjälpsamhet är en personlig egenskap. Hjälpsamma personer ägnar sig åt att hjälpa andra människor där och då det behövs. Denna egenskap anses av många vara moraliskt eftertraktansvärd, alltså en dygd. Oombedd hjälpsamhet som går fel kan uppfattas som en björntjänst.